# Villalbilla
Villalbilla è un comune spagnolo di 15 866 abitanti (2022) situato nella comunità autonoma di Madrid.